# Annie Johnson
Annie Johnson es una reconocida cervecera estadounidense nacida en Alemania que ganó el prestigioso premio Homebrewer of the Year de la American Homebrewers Association (AHA) en 2013, convirtiéndose en la primera mujer en treinta años y la primera persona afroamericana en ganar el premio. En 2012, ganó el concurso de maestros cerveceros de Pilsner Urquell celebrado en San Francisco, donde el maestro cervecero Vaclav Berka dijo que la cerveza sabía como si estuviera en casa. 

## Trayectoria
Johnson estuvo expuesta desde muy pequeña a la cultura de la cerveza y la comida en Europa. Su madre biológica, Colette, una inmigrante irlandesa, conoció al padre de Johnson, que era un soldado afroamericano destinado en Alemania. Colette trabajó como empleada doméstica (au pair) en Alemania, y, estando embarazada de Johnson, temía sufrir la represión religiosa de su familia católica en Irlanda. Por ese motivo, tomó la decisión de darla en adopción antes de regresar a su país. Johnson fue adoptado por los empleadores de Collette, los Johnson, a los cuatro días de edad. Sus padres adoptivos trabajaban para el Departamento de Defensa de Estados Unidos, lo que implicaba que viajaran por Europa. De esta manera, Johnson viajó por todo el mundo explorando varias culturas de cerveza y comida, lo que la inspiró a comenzar a producir cerveza artesana cuando se mudó a Estados Unidos. 
Estaba particularmente fascinada con la colección de cerveza de su madre adoptiva que complementaba la escena cervecera europea. En 1999, Johnson y sus amigos compraron un equipo de elaboración de cerveza artesana mientras vivían en Oakland, California, y experimentó con American Lagers, Czech Pilseners y American IPAs. Johnson se enamoró de la elaboración de cerveza artesana mientras que sus amigos lo veían como un pasatiempo. Los amigos de Johnson se mudaron a Delaware, pero dejaron todo el equipo, lo que le permitió seguir elaborando cerveza, mientras participaba en varias competiciones en California. 
La primera victoria de Johnson se produjo en 2001, cuando entró en el concurso de cerveza artesana de la Feria Estatal de California con una American Amber Ale. Justo antes de ganar el Premio Nacional de Homebrewer en 2013, Johnson se mudó a Filadelfia donde intentó reconectarse con su padre biológico. Poco después, se puso muy enferma. Después de una serie de pruebas, se le diagnosticó la enfermedad de Graves-Basedow. Pese a no tener muchas expectativas en el concurso, Johnson ganó el premio National Homebrewer of the Year en 2013.
Después de una extensa carrera en Legislatura en el Estado de California, comenzó a trabajar para PicoBrew, una compañía de desarrollo de productos en Seattle (Washington) que se especializa en equipos cerveceros automatizados. Además de ese trabajo, Johnson es jueza con rango nacional para el Programa de Certificación de Juez de la Cerveza, así como supervisora y calificadora de exámenes. Poco después de saber que había ganado el premio AHA 2013, aceptó rápidamente su oferta de trabajo para formar parte de PicoBrew y de la Pink Boots Society, que promueve a las mujeres como profesionales de la cerveza en la industria cervecera. Johnson ahora se considera a sí misma como una cervecera clásica de la vieja escuela.

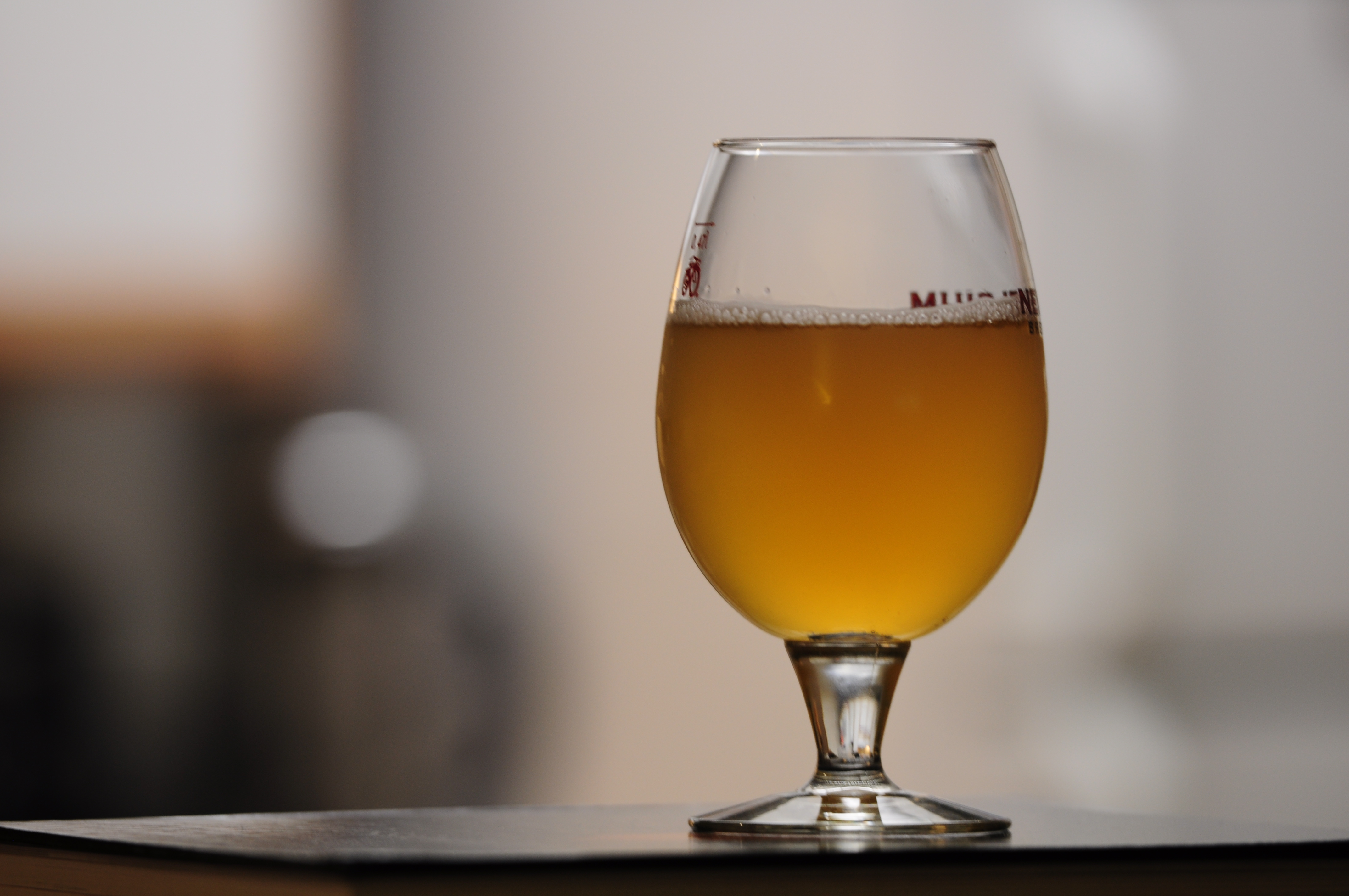
Glass of beer representing home brewing.

## Reconocimientos
- Como su primer gran éxito en la industria cervecera, en 2001 entró en la Feria Estatal de California y terminó ganando el primer puesto con su American Amber Ale. Tiempo después, en 2014, compartió públicamente las recetas que le dieron el premio.[8]
- En 2004, Johnson fue galardonada con el premio Queen of Beer. Había ganado el primer puesto en cuatro categorías, específicamente como la mejor de la exposición.[9]

- En 2012, ganó la Master Homebrewer de Pilsner Urquell en San Francisco, California.[9]

- Como mejor cervecera nacional del año en 2013, ganó este prestigioso premio contra las 8.200 cervezas presentadas en el concurso, con su Lite American Lager y Mow the Dam Lawn Brews.[10]

- Johnson ejerce como juez nacional de cerveza y también ha contribuido con muchas recetas a la biblioteca de PicoBrew.[1]